# Округ Марион (Западна Вирџинија)
Округ Марион (енгл. Marion County) је округ у америчкој савезној држави Западна Вирџинија.

## Демографија
По попису из 2010. године број становника је 56.418, што је 180 (-0,3%) становника мање него 2000. године.
| Група             | 2000.          | 2010.          |
| Белци             | 53.508 (94,5%) | 52.874 (93,7%) |
| Афроамериканци    | 1.823 (3,2%)   | 1.858 (3,3%)   |
| Азијати           | 231 (0,4%)     | 282 (0,5%)     |
| Хиспаноамериканци | 394 (0,7%)     | 514 (0,9%)     |
| Укупно            | 56.598         | 56.418         |